# Natężenie dźwięku
Natężenie dźwięku – miara energii fali akustycznej, równa średniej wartości strumienia energii akustycznej przepływającego w jednostce czasu (1 s) przez jednostkowe pole powierzchni (1 m²) zorientowanej prostopadle do kierunku rozchodzenia się fali.
W układzie SI jednostką natężenia dźwięku jest W/m².

## Definicja
Z zasady zachowania energii wynika, że całka z natężenia dźwięku po zamkniętej powierzchni jest równa energii emitowanej w ciągu jednostki czasu przez źródło dźwięku, czyli mocy akustycznej źródła:
{\displaystyle P=\oint \limits _{S}{{\vec {I}}\cdot {\overrightarrow {ds}}},}
gdzie:
{\displaystyle {\vec {I}}} – natężenie dźwięku o kierunku wektora falowego,
{\displaystyle {\overrightarrow {ds}}} – wektor powierzchni,
{\displaystyle S} – pole zamkniętej powierzchni zawierającej wewnątrz źródło.
Jeżeli powierzchnia dobrana jest tak, że natężenie ma na całej powierzchni stałą wartość i wektor natężenia ma taki sam kierunek jak wektor powierzchni, wówczas:
{\displaystyle P=I\oint \limits _{S}{ds}=IS,}
skąd:
{\displaystyle I={\frac {P}{S}}.}
Dźwięk emitowany przez źródła rzeczywiste ma postać fal kulistych lub jest superpozycją takich fal. Dla punktowego źródła dźwięku emitującego falę kulistą:
|  |  | {\displaystyle I(r)={\frac {P}{4\pi r^{2}}},} |  | (1) |

gdzie:
{\displaystyle r} – odległość od źródła dźwięku.
Zgodnie z tym wzorem, natężenie dźwięku jest odwrotnie proporcjonalne do kwadratu odległości od źródła. Podwojeniu odległości od źródła odpowiada więc czterokrotny spadek natężenia dźwięku.

## Natężenie dźwięku a ciśnienie akustyczne
Natężenie akustyczne jest wartością trudną do zmierzenia, natomiast łatwo zmierzyć wartość ciśnienia akustycznego. Dla fali sinusoidalnej natężenie wyraża się wzorem:
|  |  | {\displaystyle I={\frac {p^{2}}{2\rho c}},} |  | (2) |

gdzie:
{\displaystyle p} – amplituda ciśnienia akustycznego,
{\displaystyle \rho } – gęstość ośrodka,
{\displaystyle c} – prędkość rozchodzenia się fali akustycznej w danym ośrodku.
Po przyrównaniu wzorów (1) i (2) oraz przekształceniach dostaje się:
{\displaystyle p={\frac {1}{r}}{\sqrt {\frac {P\rho c}{2\pi }}}.}
Wynika stąd, że ciśnienie akustyczne jest odwrotnie proporcjonalne do odległości od źródła. Podwojeniu odległości od źródła odpowiada więc dwukrotny spadek ciśnienia.

## Natężenie dźwięku a amplituda fali dźwiękowej
Natężenie fali jest proporcjonalne do kwadratu amplitudy drgań {\displaystyle A{:}}
{\displaystyle I\sim A^{2}.}
W przypadku dźwięku amplituda może być reprezentowana przez ciśnienie {\displaystyle p} (bądź naprężenie, jeśli fala rozchodzi się w ciele stałym), wówczas:
{\displaystyle I\sim p^{2}.}
Dolnej granicy słyszalności tonu o częstotliwości 1000 Hz odpowiada u większości ludzi natężenie ok. 10−12 W/m², zaś górnej – ok. 102 W/m². Dźwięki o natężeniu mniejszym niż wynosi dolna granica słyszalności nie są rejestrowane przez ucho normalnego człowieka. Jest to efektem dostosowania ewolucyjnego, ponieważ w przeciwnym razie ucho ludzkie odbierałoby nieustanny szum będący skutkiem fluktuacji gęstości powietrza spowodowanej ruchami Browna, a szum ten nie niesie żadnej istotnej informacji.
Natomiast górna granica to tzw. granica bólu – dźwięk jest rejestrowany, lecz nie jako zwykłe wrażenie słuchowe, tylko jako ból. Powyżej tej granicy, szczególnie przy dłuższej ekspozycji, może dojść do trwałego uszkodzenia aparatu słuchowego człowieka.
Moc akustyczna źródła dźwięku nie jest tym samym, co moc elektryczna dostarczona do przetwornika elektroakustycznego (np. głośnika), stanowiącego to źródło. Stosunek tych mocy określa sprawność akustyczną głośnika.